# Макгрегор, Уэйн
Уэйн Макгрегор (род. 12 марта 1970 года, Стокпорт, Англия) — британский хореограф и режиссер, получивший множество наград. Он является художественным руководителем студии Уэйна МакГрегора и штатным хореографом Королевского балета Великобритании. В 2011 году он был назначен командором Ордена Британской империи (CBE) за вклад в танцевальное искусство. Обладатель премии Лоуренса Оливье за выдающиеся достижения в области танца за балет 2Human (Английский национальный балет) (2004).

## Биография
Родился в Стокпорте, Англия. Изучал танец в Колледже Бреттон-холл (Bretton Hall College) Университета Лидса и в школе Хосе Лимона в Нью-Йорке.
В 1992 году он получил место штатного хореографа в лондонском центре современного танца The Place, в том же году основал собственную труппу Random Dance (ныне Wayne McGregor). С 2001 года эта труппа является резидентом театра «Сэдлерс-Уэллс».
В 2003 году осуществил свою первую постановку для Королевского балета, в 2006 году стал штатным хореографом театра «Ковент-Гарден» (впервые эту должность занял хореограф, работающий в области современного, а не классического танца). Был куратором фестиваля театра «Ковент-Гарден» Deloitte Ignite.
Уэйн Макгрегор является профессором хореографии в Консерватории музыки и танца им. Тринити Лабан и членом Circle of Cultural Fellows Королевского колледжа Лондона.

## Творчество
Макгрегор осуществил более 15 постановок для Королевского балета и более 30 работ для своей студии. Его спектакли входили в репертуар таких балетных театров, как Парижская опера, Нью-Йорк Сити балет, Балет Сан-Франциско, Штутгартский балет, Австралийский балет, Большой и Мариинский театр. Также осуществлял оперные постановки (преимущественно в театрах Великобритании), создавал хореографию для мюзиклов и драматических спектаклей.
Как хореограф старается приблизить танец к современным технологиям, экспериментируя с проекциями компьютерных изображений на сцене. Еще в детстве он увлёкся компьютерами, поэтому естественным образом начал использовать компьютерные технологии в своих постановках.
Сотрудничал с такими композиторами, как Джон Тавенер, Марк-Энтони Тёрнидж, Кайя Саариахо, Джон Хопкинс, Макс Рихтер, Джоби Тэлбот / The White Stripes, Рокия Траоре, Стив Райх, Jamie xx, визуальными художниками и дизайнерами Люси Картер, Эдмунд де Ваал, Рандом Интернешнл, Олафур Элиассон, Бен Каллен Уильямс, Марк Уоллингер, Вики Мортимер, Айтор Труп, Ширин Гильдия, архитектором Джоном Поусоном, кинематографистами Рави Дипрес и Рут Хогбен, писателями Одри Ниффенеггер и Узма Хамид.
Ему принадлежат хореографические номера в фильмах «Гарри Поттер и кубок огня», «Тарзан. Легенда», «Фантастические твари и где они обитают», «Фантастические твари: Преступления Грин-де-Вальда», «Зверопой», «Две королевы». Среди других работ хореографа — хореография для музыкальных клипов групп Radiohead (Lotus Flower) и The Chemical Brothers, рекламная кампания EveryBODY для торговой сети Selfridges, выступление певицы Паломы Фейт в рамках Brit Awards (2015), открытие церемонии вручения музыкальной премии Brit Awards (2016) и дефиле модельера Гарета Пью в рамках Нью-йоркской недели моды (2014) Лондонской недели моды (2017).

### Студия Уэйна Макгрегора
Студия Уэйна Макгрегора была основана в 1992 году, с апреля 2017 года располагается в бизнес-центре Here East, в Олимпийском парке королевы Елизаветы (Лондон). Студия представляет из себя творческий центр, объединяющий гастрольную труппу хореографа и его творческие проекты в области театра, моды, кино, телевидения и визуального искусства. Студия ведёт образовательные программы на национальном и международном уровнях и осуществляет проекты по популяризации танца. Одним из таких проектов был «Большой танец на Трафальгарской площади» с участием тысячи танцоров, прошедший в рамках Лондонского фестиваля 2012 года и посвящённый Летним Олимпийским играм в Лондоне.

## Постановки

### Танец
- 2003 — Qualia, Королевский балет
- 2005 — Engram, Королевский балет
- 2006 — Chroma[англ.], Королевский балет
- 2008 — Entity, Королевский балет
- 2008 — Инфра (балет)[англ.], Королевский балет (в рамках фестиваля Deloitte Ignite)
- 2010 — «Порог», видеодизайн Тацуо Миядзима и Джон Джеррарда
- 2010 — FAR
- 2011 — Undance, композитор Марк-Энтони Тёрнейдж, художник Марк Уоллингер
- 2011 — «Учения по боевой стрельбе», видеодизайн Тацуо Миядзима и Джон Джеррарда
- 2013 — Atomos, театр «Сэдлерс Уэллс», Лондон[6][7]
- 2019 — McGREGOR+MUGLER, костюмы Тьери Мюглера. Постановка для балерины Ольги Смирновой.

«АвтоБИОграфия»

### Опера
- 1993 — «Орфей и Эвридика», Шотландская опера[англ.]
- 1995 — «Свадьба Фигаро», Шотландская опера
- 1996 — «Саломея», Английская национальная опера (2005 — возобновление)
- 2001 — «Манон», English Touring Opera
- 2004 — «Богема», Шотландская опера
- 2005 — «Брак в летнюю ночь[англ.]», Лирическая опера Чикаго
- 2000 — «Гензель и Гретель», Шотландская опера
- 2000 — «Ринальдо», Грейндж-Парк опера[англ.]
- 2000 — «Микадо», Грейндж-Парк опера
- 2006 — «Дидона и Эней», «Ла Скала»
- 2009 — «Дидона и Эней», «Ацис и Галатея» Королевская опера
- 2011 — «Twice Through the Heart[англ.]», театр «Сэдлерс-Уэллс[англ.]»
- 2012 — SUM, Королевская опера
- 2019 — «Орфей и Эвридика», Английская национальная опера

## Фильмография
- 2009 — телевезионная программа The South Bank Show[англ.].
- 2009 — «Танец», документальный фильм о балете Парижской оперы, режиссёр Фред Вайзман.
- «Уэйн Макгрегор — один миг во времени» и «Уэйн Макгрегор — путь в неизвестность», режиссёр Кэтрин Максимофф (документальные фильмы для канала Arte TV).

## Признание и награды
- 2011 — Орден Британской империи
- Почётная степень доктора наук Плимутского университета[9].
- 2016 — почётная степень доктора литературы Лидсского университета[10][11].
- 2017 — почётная стипендия Британской научной ассоциации[12]. «
- 2018 — возглавил список самых влиятельных людей Лондона в области танца по версии журнала Evening standard (The Progress 1000: самые влиятельные люди Лондона 2018 — перформанс: танец»)[13].
- 2024 — Рыцарь-бакалавр[14]

## Награды
- две премии журнала Time Out за выдающиеся достижения в области танца (2001, 2003)
- телевизионная премия в области балета IMZ (2002)
- Премия Лоуренса Оливье за выдающиеся достижения в области танца за балет 2Human (Английский национальный балет) (2004)
- три премии Общества театральных критиков Великобритании (спектакли Amu — труппа Уэйна Макгрегора|Random Danсe; Chroma, «Инфра» — Королевский балет Великобритании)
- премия Movimentos за балет Entity (труппа Уэйна Макгрегора|Random Dance) (2009)
- хореографическая премия «Саут-Бэнк Шоу» за балет Entity (труппа Уэйна Макгрегора|Random Dance) и балет «Инфра» (Королевский балет Великобритании) (2009)
- премия Международного института театра за достижения в области танца (2009)
- премия Benois de la Danse за балет «Инфра» для Лондонского Королевского балета Великобритании (2009);
- звание «Хореограф года» от издания Ballet Tanz (2009)
- звание командора Ордена Британской империи — за вклад в танцевальное искусство (январь 2011)
- приз критики на фестивале «Золотая маска» за балет Chroma в Большом театре (2012)

## Примечание
1. ↑  Wayne McGregor: Something in the way he moves // Independent.
2. ↑  Wayne McGregor CBE: the rock star of ballet steps up (англ.). the Guardian (2 января 2011). Дата обращения: 21 мая 2020. Архивировано 29 сентября 2019 года.
3. ↑  Спектакль Atomos труппы Wayne McGregor | Random Dance | British Council. www.britishcouncil.ru. Дата обращения: 22 мая 2020. Архивировано 24 января 2021 года.
4. ↑  Random Dance Company, Sadler's Wells, London (англ.). The Independent (7 марта 2002). Дата обращения: 22 мая 2020. Архивировано 29 сентября 2019 года.
5. ↑  Уэйн МакГрегор планирует ставить хореографию с помощью искусственного интеллекта (англ.) (недоступная ссылка — история). Balletristic2.0 (11 января 2019). Дата обращения: 22 мая 2020.
6. ↑  Балет разобрали на "Atomos" // Коммерсантъ. Архивировано 11 августа 2020 года.
7. ↑  Спектакль "Атомос" Уэйна Макгрегора покажут на "Золотой Маске". РИА Новости (19 февраля 2014). Дата обращения: 22 мая 2020.
8. ↑  Танец маленьких хромосом // Коммерсантъ. Архивировано 24 октября 2020 года.
9. ↑  Wayne McGregor Interview with Plymouth University. Дата обращения: 22 мая 2020. Архивировано 23 июля 2021 года.
10. ↑  Richard Ashby. Wayne McGregor (англ.). www.leeds.ac.uk. Дата обращения: 22 мая 2020. Архивировано 18 сентября 2020 года.
11. ↑  Leeds alumnus receives honorary Doctor of Letters. Дата обращения: 23 мая 2022. Архивировано 23 мая 2022 года.
12. ↑  BSA announces 2017 Honorary Fellows (англ.). British Science Association. Дата обращения: 22 мая 2020. Архивировано 20 сентября 2020 года.
13. ↑  The Progress 1000: London's most influential people 2018 - Performance: Dance (англ.). Evening Standard (10 октября 2018). Дата обращения: 22 мая 2020. Архивировано 20 ноября 2020 года.
14. ↑  Awards for Birthday Honours List 2024. Дата обращения: 28 августа 2024. Архивировано 14 июня 2024 года.